# Quartets op. 33
Joseph Haydn va escriure els seus Quartets de corda opus 33 durant l'estiu i la tardor de 1781 per a l'editor vienès Artaria. Aquesta sèrie de quartets té diversos sobrenoms, el més comú dels quals és quartets "russos" perquè Haydn els va dedicar al gran duc Pau de Rússia i molts d'ells (suposant que no fossin tots) es van estrenar el dia de Nadal de 1781 a l'apartament que el gran duc i la seva esposa Maria Feodorovna tenien a Viena.

## Quartet Opus 33 Número 1
Aquest quartet en si menor ha estat numerat com a número 31, de la sèrie de quartets i com a Hob. III:37 al catàleg de Hoboken. A més, també com a FHE número 70.
Els seus moviments són:
1. Allegro moderato
2. Scherzo: Allegro di molto
3. Andante
4. Finale: Presto

El primer moviment sembla com si comencés en la tonalitat de re major (el relatiu major) abans d'instal·lar-se en la de si menor.

## Quartet Opus 33 Número 2
Aquest quartet en mi bemoll major, amb sobrenom La broma té diverses numeracions: quartet número 30, Hob. III:38 i FHE Número 71.
Els seus moviments són:
1. Allegro moderato
2. Scherzo: allegro
3. Largo
4. Presto

### Quart moviment
Els quart moviment té un caràcter lleuger, derivat del fet que Haydn substitueix el minuet per un scherzo. A més,aquesta composició també aporta altres novetats a la producció de Haydn, en concret ús de la forma rondó per al darrer moviment, cosa que satisfeia els auditoris atès que aquesta forma estava esdevenint terriblement popular en aquella època. En una carta a l'editor Artaria, Haydn parlava d'aquestes obres com d' ‘’una tipologia totalment espoecial'’. La forma rondó del darrer moviment es manté íntegrament en els cànons d'aquest en tant que torna a la tònica a cada tornada. També està en una forma binària bàsica en la qual cada secció de la primera tornada es repeteix, i és seguida per seccions en les quals les repeticions s'ometen.

#### Forma
El rondó adopta la forma ABACA. Cronològicament, la primera tornada (A) (compassos 1 a 35) comença en mi bemoll major, repeteix cada secció, (a) i (ba), i fonforma una estructura (aababa). En el primer episodi (B) (compassos 36 a 71), es comença en la bemoll major, modula a fa menor i evoluciona cap a mi bemoll major al començament de la segona tornada (compassos 72 a 106) que és una repetició quasi exacta de la primera tornada (aba) amb l'únic canvi de l'omissió de les repeticions. La segona tornada no és sols el punt d'arribada de la tònica sinó també el punt final de la modulació pel que queda de peça. Llavors progressa cap a material temàtic nou en el segon episodi (C) (compassos 107 a 140), però sense modular a cap altra tonalitat. A continuació, la darrera tornada (A) (compassos 14 a 147) s'hauria de considerar com a A’, és a dir, com una variant d'A, atès que el material hi ha estat condensat. El final és força únic: aquesta coda particular canvia de tempo cap a un adagio (compassos 148 a 53) i,, llavors, al final de la peça, se’n va cap a (a’) quan Haydn fa una broma a l'audiència, d'aquí el sobrenom, "La broma."

#### La broma
Al final del rondó, començant al compàs 148, Haydn inclou una broma en aquesta composició. Comença amb una gran pausa que fa dubtar a l'oient de si la peça ja ha acabat o no. Segueix una semicorxera en forte al començament de l'adagio que deixa l'oient desconcertat. Després, el primer violí toca el tema A de la frase inicial, però intercalant pauses cada dos compassos. Les pauses cada vegada es fan més llargues, donant la impressió, molts cops, que la peça ja s'ha acabat, i produint un final divertit. El final, realment és en el lloc menys previsible atès que no és sobre l'acord de tònica sinó en el de dominant, produint una cadència suspensiva.
S'ha dit que en aquella època els auditoria haurien rigut obertament amb un final d'aquestes característiques. Haydn va fer servir aquesta coda no sols pretén divertir l'oient i provocar un aplaudiment sinó també espavilar els instrumentistesamateurs que estaven sempre massa pendents de la regularitat rítmica,, i buscar sortides imaginatives a l'excessiva regularitat i previsibilitat de la forma rondó. De fet, i d'acord amb la personalitat de Haydn, en realitat aquesta no és l'única broma que hi ha en aquesta peça; n'hi ha d'altres de menors. Per exemple l'estesa preparació de la dominant sobre una nota pedal a la secció B només resol en una breu recapitulació del tema inicial. Constitueixen una manera de jugar amb l'auditori i crea unes expectatives que queden truncades.

## Quartet Opus 33 Número 3
Aquest quartet en do major, de sobrenom 'L'ocell', té diverses numeracions: quartet número, 32, Hob. III:39, i FHE Número 72.
Els seus moviments són:
1. Allegro moderato
2. Scherzo: Allegretto
3. Adagio ma non troppo
4. Finale: Rondó – Presto

El primer moviment comença amb una melodia en el primer violí amb notes repetides, amb ornaments entremig que li dona un caràcter assimilable al cant d'un ocell que dona lloc al sobrenom de la peça.

## Quartet Opus 33 Número 4
Aquest quartet en si bemoll major té diverses numeracions: quartet número 34, Hob. III:40, i FHE Número 73.
Els seus moviments són:
1. Allegro moderato
2. Scherzo: Allegretto
3. Largo
4. Finale: Presto

## Quartet Opus 33 Número 5
Aquest quartet en sol major, de sobrenom 'Com estàs' té diverses numeracions: quartet número 29, Hob. III:41, i FHE Número 74.
Els seus moviments són:
1. Vivace assai
2. Largo e cantabile
3. Scherzo: Allegro
4. Finale: Allegretto

L'allegretto final posteriorment va ser arranjat per a piano sol (Hob. XVII:10).

## Quartet Opus 33 Número 6
Aquest quartet en re major té diverses numeracions: quartet número 33, Hob. III:42, i FHE Número 75.
Els seus moviments són:
1. Vivace assai
2. Andante
3. Scherzo: Allegretto
4. Finale: Allegretto

El finale és en forma de doble variació (ABA1B1A₂) amb temes en re major i en re menor.